# 皮爾納廣場

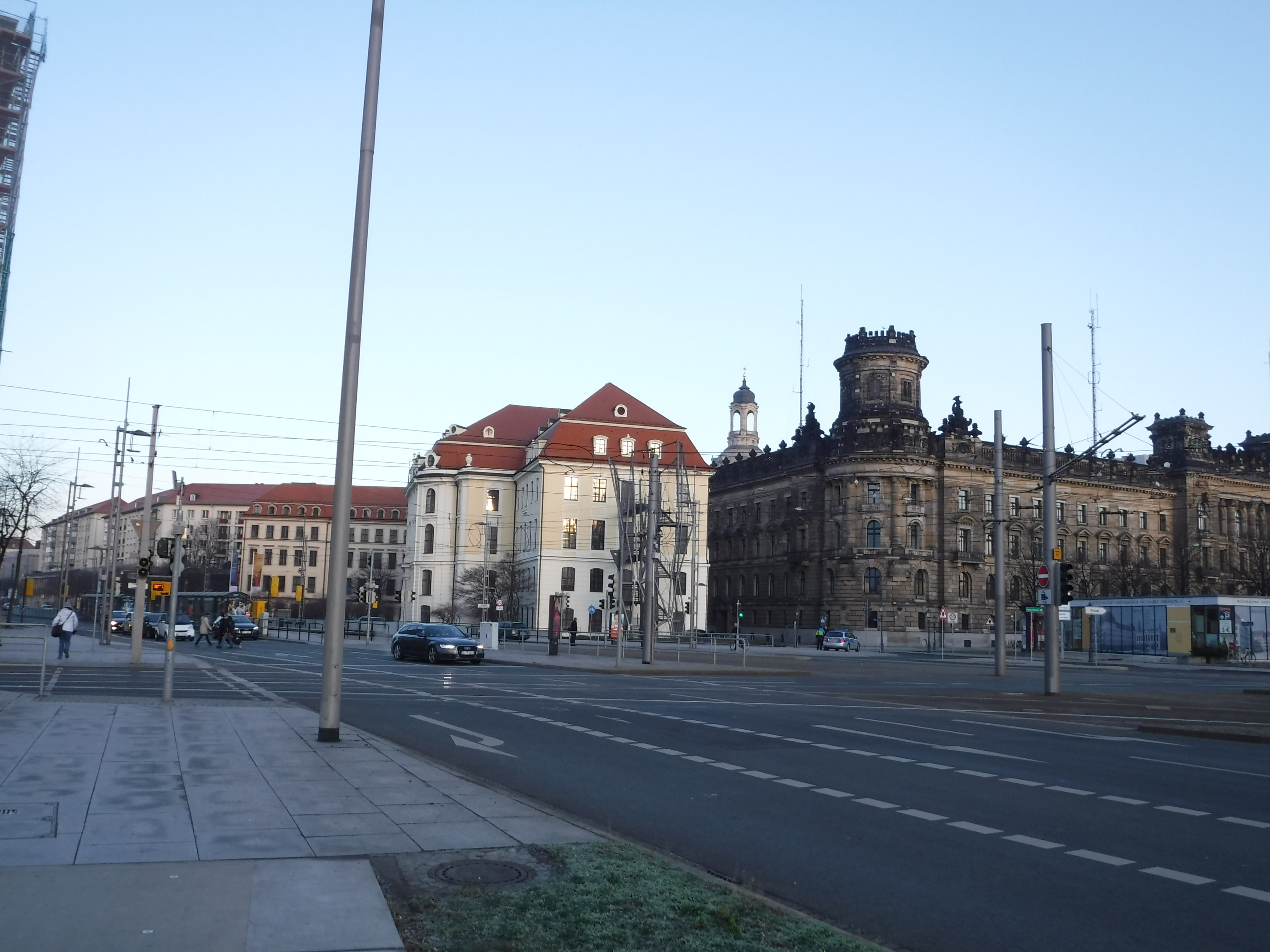
皮爾納廣場

皮爾納廣場（Pirnaischer Platz）位在是德勒斯登內城區東側的邊緣上，與皮爾納近郊（Pirnaischen Vorstadt）接鄰。這個地點過去曾是的德勒斯登城牆中，其中一個城門的所在。

## 歷史
從1591年到1820年，皮爾納城門(Pirna Gate)坐落在此，作為通向皮爾納的出入口。1820年後，城牆工事拆除，於是形成了開放空間。城牆拆除後，沿著內城區開闢了環城道路，皮爾納廣場成為了重要的交通節點。
在1945年的德勒斯登轟炸中，廣場及周邊建築皆被催毀，在1970年代，曾在廣場下方建造了一條隧道，在裡面可以看到過去的城牆。但此隧道因2006年的一場火災而關閉 ，並在2010年把此隧道填平。

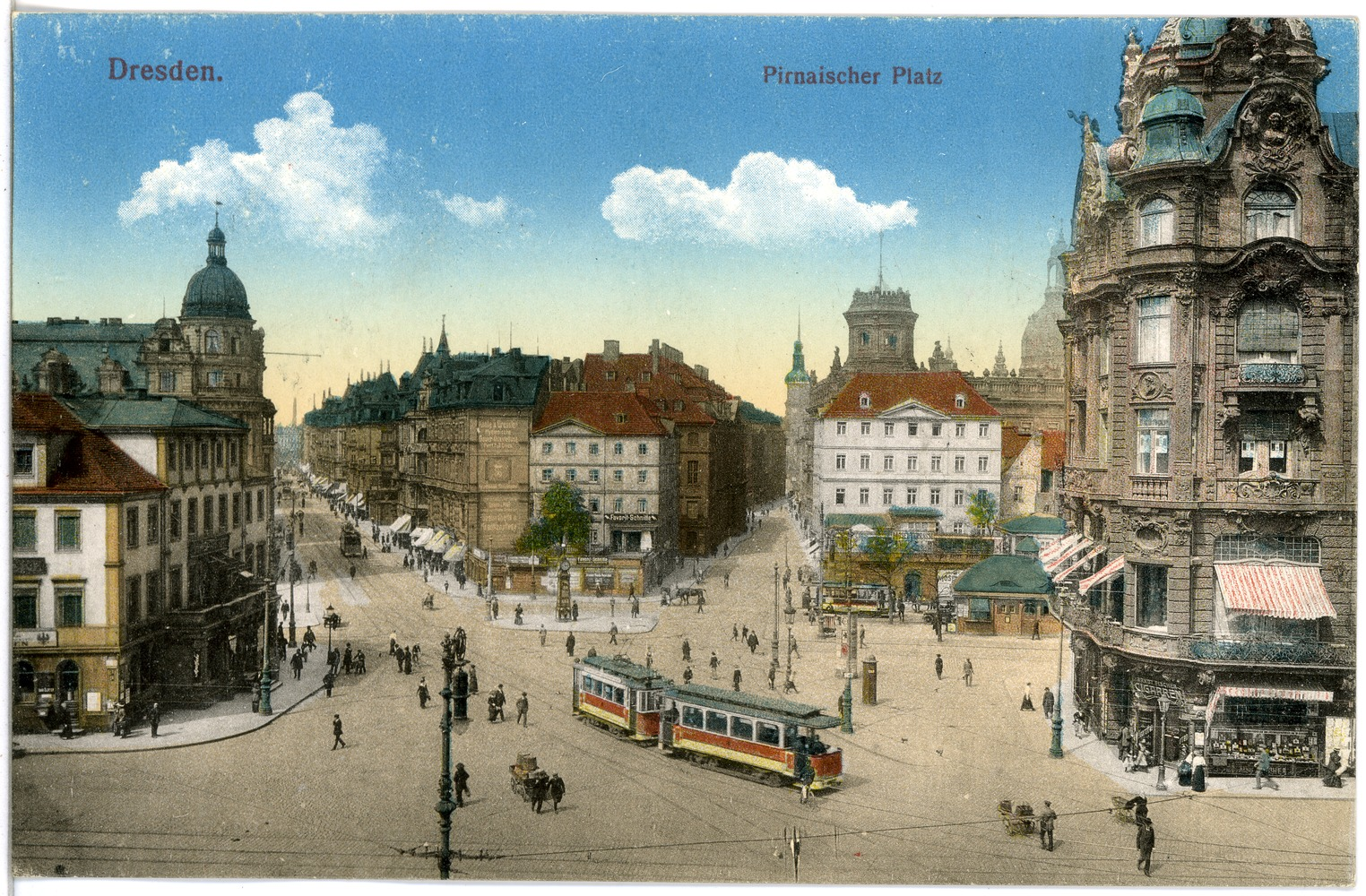
皮爾納廣場(1902)

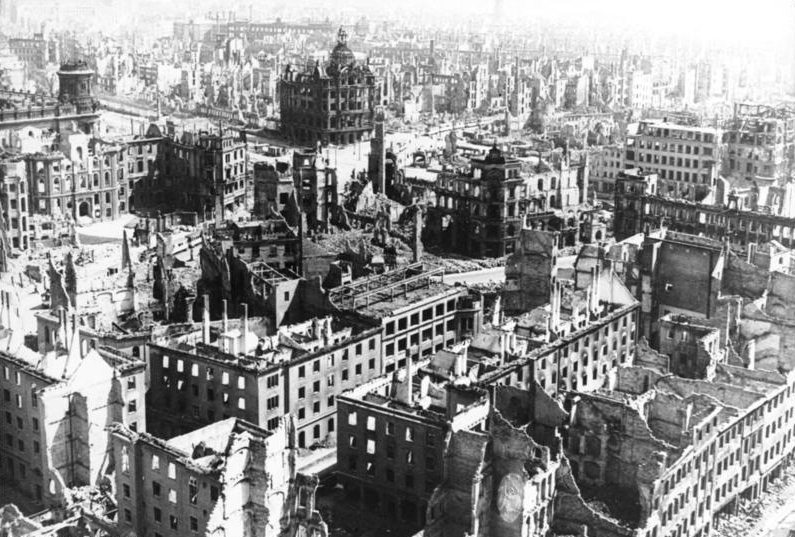
皮爾納廣場(1945)

## 交通
聖彼得堡大街(St. Petersburger Straße)南北向穿越此廣場，連接通往內新城區的卡羅拉橋；Wilsdruffer Straße往西通往郵政廣場；Grunaer Straße往東通往史特拉斯堡廣場；Landhausstraße連接新市場。每天有約60,000輛車通過此廣場。
在南北和東西向各有路面電車的軌道，並與公車共同使用。此廣場共有6條輕軌和4台公車通過，是德勒斯登重要的交通節點。

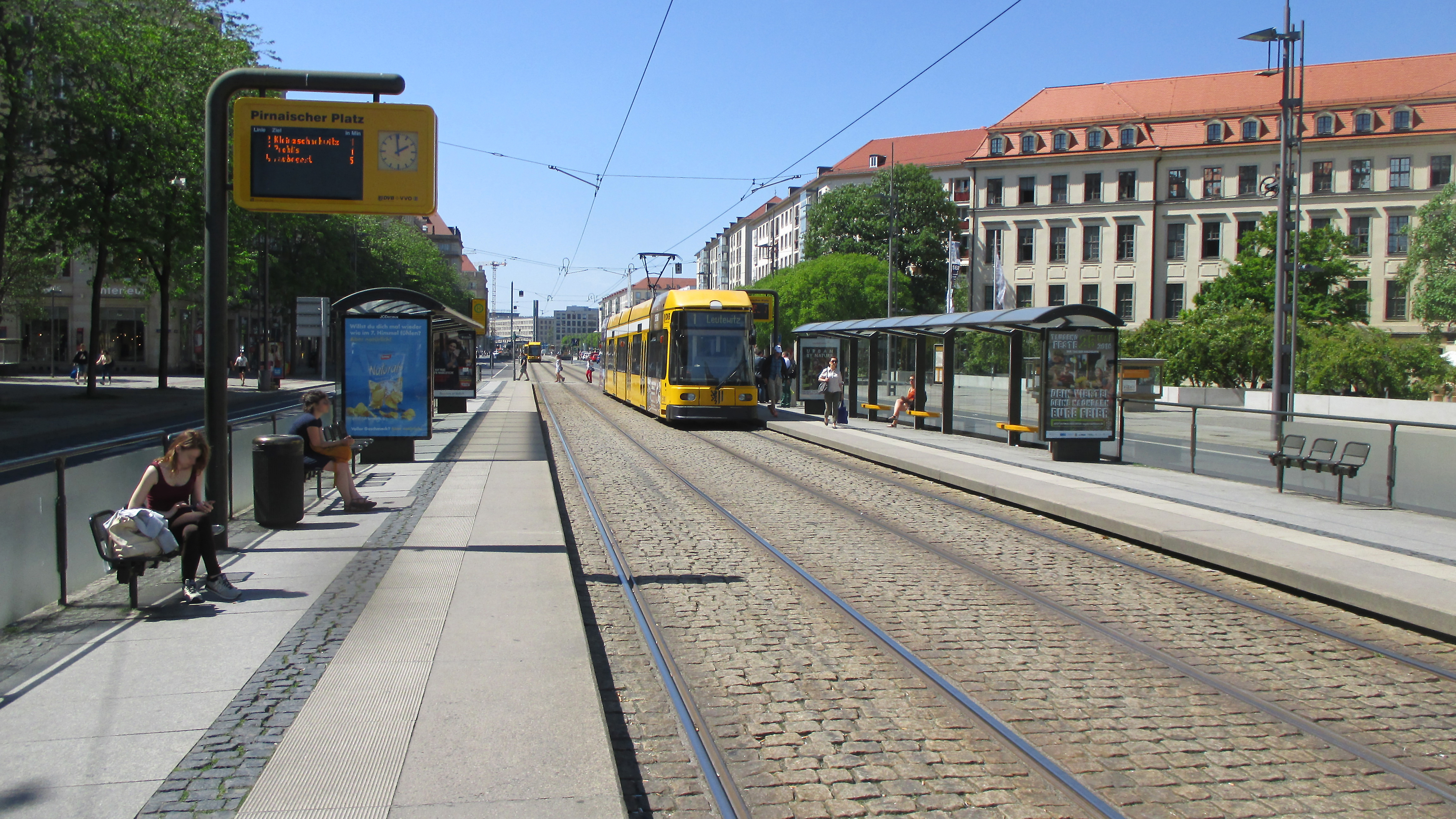
皮爾納廣場上的車站

## 外部鏈結
- 维基共享资源上的相關多媒體資源：皮爾納廣場
- 皮爾納廣場 （页面存档备份，存于） - 城市維基 德累斯顿 （页面存档备份，存于） （德文）

51°02′57″N 13°44′43″E / 51.0492°N 13.7452°E